# Poparek
Poparek ali infuz je oblika zdravila, ki se pripravi predvsem iz nežnejših delov zdravilnih rastlin (listov, cvetov ...), pri katerih bi dolgo vretje uničilo učinkovine ali bi prisotna eterična olja izhlapela. Gre za vodni izvleček zdravilnih rastlin.
Poparek se  pripravi tako, da se vrela voda prelije čez drogo, večkrat premeša, počaka določen čas ter precedi. Za razliko od prevretka droga ni izpostavljena vretju.